# IPhoto
Az iPhoto az Apple által fejlesztett alkalmazás, amely Mac OS X és iOS környezetben futtatott. Használatával számítógépre, iPodra, iPhone-ra és iPadre lehet tölteni a digitális fényképeket, rendszerezhetők, feljavíthatók és segítségével megoszthatók.
Az iPhoto-t az Apple a Photos alkalmazásra cserélte. A váltást a 2014-es fejlesztői konferencián jelentette be. Az Apple számítógépeken futó Photos 2015. február 5-én lett elérhető a Yosemite operációs rendszer 10.10.3 (béta) frissítésével.

## Jellemzői
Az iPhoto első verziója 2002-ben jelent meg, ez volt az iLife alkalmazás-csomag második eleme (az első az iTunes volt, amely szintén került az iLife elemek közül). Az iLife csomagot minden új Macintosh számítógépen előre telepítette a gyártó. Az iPhoto legutolsó változata (9.6 verzió) 2014. október 17-én jelent meg. Az Aperture professzionális fotós alkalmazás képes az iPhoto fényképeit és az iPhoto-ban kialakított teljes jelölésrendszert (kulcsszó, albumok) átvenni.
Az iPhoto-nak létezett iOS alatt futtatható változata is. Az iOS 5.1 rendszeren 2012. március 7-én mutatták be az iPhoto-t. Szeptemberben, az iOS 6 megjelenésekor, frissítették az iPhoto 1.1 verzióra. A 2.0 verzió az iOS 7 alatt lett elérhető 2013. október 22-én.
A Mac-es és iOS-es iPhoto az Apple iCloud felhő- és tárhely-szolgáltatásán át volt képes automatikus képátvitelre az azonos Apple ID-vel azonosított eszközök között. A képek a felhőben özvetlenül nem voltak elérhetők.
Az iPhoto lkalmas képek beolvasására a Macintosh géphez csatlakoztatott digitális kameráról (az esetek jelentős többségében külön szoftver telepítése nélkül), kép-CD-ről, Internetről, illetve a Macintosh saját memóriakártya-olvasójából. Az iPhoto ismeri az elterjedt képformátumokat, beleértve a RAW formátumot is.
A beolvasott képek eseményekbe csoportosíthatók. A képek stabil-, és feltételtől függő-albumokba rendezhetők. Minden képnek címet, leírást adhatunk, csillagok segítségével értékelhetjük, illetve kulcsszavakkal láthatjuk el. A fényképek alap-eszközökkel (forgatás, vágás, vízszintbe hozás, vörösszem-korrekció) szerkeszthetők. Lehetséges a képek színezetének hisztogram alapú módosítása, illetve effektekkel (szépia, fekete-fehér...) ellátása. Az iPhoto mindig képes az eredeti kép visszaállítására (non-destructive).
Az iPhoto '09 két legfontosabb újdonsága az arc-felismerés és a GPS-adatok feldolgozási képessége volt. A földrajzi koordinátákat metaadatként tároló képeket a Google térképen helyezi el a program.
Az iPhoto '11 legfontosabb újdonsága a teljes képernyős szerkesztési lehetőség, amely az iOS-t futtató iPades fényképkezelőhöz hasonló élményt ad.
A fényképek számtalan módon oszthatók meg. A dinamikusan létrehozott diavetítést elmenthetjük mov fájlként, amelyet az iMovie-val lehet tovább szerkeszteni. A képek egy kattintással közzétehetők a Facebookon, Flickren, MobileMe-n, vagy elküldhetők levélben. A képekből igényes diavetítés, fotó-album, naptár vagy meghívó kártya is készíthető. Ez utóbbiak ugyan nem az Apple kínálta egyszerűséggel, de már itthon is kinyomtathatók.
Az iPhoto képei áttölthetők iPodra, iPhone-ra, iPadre és AppleTV-re is, ehhez az iTunes program használata szükséges

## Váltás iPhoto-ról Photos-ra
Az iOS esetén az Apple az operációs verzió frissítésekor automatikusan eltávolította az iPhoto alkalmazást, és telepítette a Photost. Az iPhoto-ban tárolt képek átkerültek a Photosba. A Photos a fényképek iCloudos szinkronizációját is átvette az iPhoto-tól.
Az OS esetén az Apple az operációs rendszer frissítésekor (Yosemite 10.10.3) jellemzően nem távolítja el az iPhoto alkalmazást, de a Photost telepíti. A Photos képes átvenni a Macen lévő, iPhoto vagy Aperture kezelte képtárakat azok törlése nélkül.
Az Apple az iPhoto alkalmazásokkal használt iCloud alapú képmegosztó technikáját a Photos-ok megjelenésével koncepciójában módosította. Az Apple elgondolása szerint a felhasználó az összes fényképét az iCloud Drive felhőben tárolja, de adott eszközön meg tudja tekinteni, szerkeszteni és megosztani. Az iCloud Drive az iCloud tovább fejlesztett változata.

## Verziók

### OS X
- iPhoto 1: 2001
- iPhoto 2 (iLife): 2003. január 3.
- iPhoto 3: 2003
- iPhoto 4 (iLife '04): 2004. január 6.
- iPhoto 5 (iLife '05): 2005. január 11.
- iPhoto 6 (iLife '06): 2006. január 10.
- iPhoto 7 (iLife '08): 2007. augusztus 7.
- iPhoto 8 (iLife '09): 2009. január 6.
- iPhoto 9 (iLife '11): 2010. október 20.
- iPhoto 9.6 (utolsó frissítés) 2014. október 17.

### iOS
- iPhoto 1.0 (iOS 5.1) 2012. március 7.
- iPhoto 1.1 (iOS 6.0) 2012. szeptember 19.
- iPhoto 2.0 (iOS 7.0) 2013. október 22. (utolsó verzió)

## Videók az iPhoto '09 használatáról
- Képek betöltése kamerából
- Események
- Arcok
- Helyszínek
- Red Eye - vörös szem
- Fényképek feltétele a Facebookra

## Videó az iPhoto '11 használatáról
- Az iPhoto '11 újdonságai